# Prison Break (bande originale, 2007)
Pour les articles homonymes, voir Prison Break.
Prison Break: Original Television Soundtrack est la première bande originale de la série télévisée américaine Prison Break, composée par Ramin Djawadi, et sortie en 2007, regroupant des musiques utilisées pour les saisons 1 et 2.

## Contenu
Sorti en août 2007, l'album comprend trente-et-une musiques composées spécialement pour les saisons 1 et 2 de Prison Break, même si de nombreuses seront reprises dans les saisons suivantes, dans leur version originale ou dans des variantes.
Le premier titre, Main Titles, permet de voir que les génériques de début et de fin de la version originale ne forment qu'une seule et même musique. Il s'agit d'un des titres créés pour l'épisode pilote.
Par ailleurs, l'album ne contient que les créations de Ramin Djawadi ; ainsi, toutes les autres musiques ou chansons utilisées dans la série ne sont pas présentes (This is War de G-$tack, Orange Sky d'Alexi Murdoch, Teardrop de Massive Attack, etc.).

## Liste des titres
Est indiqué entre parathèses la traduction des titres originaux (en anglais)
1. Main Titles (« Générique »)
2. Strings Of Prisoners (« Les chaînes des prisonniers »)
3. Inking the Plan (« L'élaboration du plan »)
4. Save a Brother's Life (« Sauver la vie d'un frère »)
5. In the Yard (« Dans la cour »)
6. T-Bag's Coming For Dinner (« T-Bag vient dîner »)
7. Sucre's Dilemma (« Le dilemme de Sucre »)
8. Sarah & Michael[Note 1](« Sarah et Michael »)
9. Abruzzi Is the Ticket (« Abruzzi est le billet (de sortie) »)
10. In the Tunnels (« Dans les tunnels »)
11. Unconditional (« Inconditionnel »)
12. Conspiracy (« Conspiration »)
13. Sarah[Note 1] (« Sarah »)
14. C-Note (« C-Note »)
15. An In-Be-Tweener (« Un acrobate »)
16. Prison Break (« L'évasion de prison »)
17. The Manhunt Begins (« La chasse à l'homme commence »)
18. Special Agent Mahone (« Agent spécial Mahone »)
19. Veronica Is Murdered (« Veronica est assassinée »)
20. Linc & L.J. (« Linc et L.J. »)
21. Stand-Off (« Confrontation »)
22. Cat & Mouse (« Le chat et la souris »)
23. (Classified) (« (Classé secret) »)
24. Remorse (« Remords »)
25. Origami (« Origami »)
26. Escape Is Just the Beginning (« L'évasion n'est qu'un début »)
27. Panama (« Panama »)
28. Maricruz (« Maricruz »)
29. Execution (« Exécution »)
30. Trouble In Paradise (« Ennui au paradis »)
31. Sona (« Sona »)